# Chinattus sinensis
Chinattus sinensis là một loài nhện trong họ Salticidae. Loài này được phát hiện ở Trung Quốc.